# Петанж (футбольный клуб)
«Петанж» — футбольный клуб из одноимённого города, в настоящий момент выступает в чемпионате Люксембурга по футболу. Клуб основан в 1910 году, домашние матчи проводит на стадионе «Муниципал» вместимостью 3300 зрителей. Главным достижением клуба является победа в Кубке Люксембурга в сезоне 2004/2005.
В 2015 года объединился с командой «Титус», образовав клуб «Унион Титус Петанж».

## Достижения
- Кубок Люксембурга по футболу
  - Обладатель (1): 2004/05.
  - Финалист (1): 1991/92.

## Выступление в еврокубках
| Сезон   | Турнир     | Раунд |                | Клуб    | Счёт     |
| ------- | ---------- | ----- | -------------- | ------- | -------- |
| 2005/06 | Кубок УЕФА | 1К    | Флаг Финляндии | Алианси | 1:1, 0:3 |

- 1К — первый квалификационный раунд.